# Cessna Citation V
Die Citation Encore ist ein zweistrahliges Geschäftsreiseflugzeug des amerikanischen Flugzeugherstellers Cessna und gehört zur Flugzeugfamilie der Citation. Größenmäßig ist sie zwischen der CitationJet-Reihe und der Citation XLS einzuordnen. Die aktuelle Marktversion ist die Citation Encore+, die eine Weiterentwicklung der Citation Encore darstellt.

## Geschichte

### Citation V
Die Cessna Citation V (auch Cessna 560) entstand aus der Cessna Citation II, die eine verlängerte Version der Citation I darstellt. Der Rumpf wurde erneut um 510 mm verlängert.
Der erste Prototyp absolvierte den Erstflug im August 1987, dem die Zulassung im Dezember 1988 folgte. Die Triebwerke stammten aus der Citation II, wurden aber leicht verändert um eine größere Reichweite zu erzielen.
Bis zur Marktausführung 1994 wurden insgesamt 262 Cessna Citation V  produziert und ausgeliefert.

### Citation Ultra
Nachdem sich Cessna 1993 dazu entschloss, die Citation V zu überholen, entstand die Cessna Citation Ultra, deren größte Neuerung in den Triebwerken und einer neuen Avionik lag.
Zur Zeit der Markteinführung 1994 wurde die Citation Ultra als bester Businessjet bezeichnet. Bis zur Marktausführung 1999 wurden 340 Flugzeuge gebaut und ausgeliefert.

### Citation Encore/Encore+
Die Cessna Citation Encore wurde im April 2000 zugelassen und Ende September zum ersten Mal ausgeliefert. Diese Variante verfügte über zwei Pratt & Whitney Canada PW535A Triebwerke und eine erhöhte Reichweite,
die durch eine Vergrößerung des Tanks erzielt wurde.
Bei der Cessna Citation Encore+ kamen dann zwei Pratt & Whitney Canada PW535B zum Einsatz, mit 15,12 kN statt 14,95 bei der A-Variante.
Auch die Avionik wurde erneut überarbeitet und mit einem FADEC-System ausgestattet. Die Zulassung durch die FAA erfolgte im Dezember 2006, die erste Auslieferung Anfang 2007.
Vom US Marine Corps werden zwölf Citation V unter den Bezeichnungen UC-35C Ultra und UC-35D Encore auf vier Basen in den USA und einer in Japan eingesetzt. Die Beschaffung erfolgte als Ersatz für die Beech UC-12 King Air.

## Militärische Nutzer
Kolumbien
- Kolumbianische Luftwaffe

 Pakistan1× Citation V
 Schweiz1× Citation Excel
 Vereinigte Staaten
- United States Army
- United States Marine Corps

## Technische Daten
Alle Angaben beziehen sich auf die aktuelle Marktversion Cessna Citation Encore+.

### Allgemeine Angaben
| Passagiere     | 8                          |
| Landepiste     | 844 m                      |
| Startstrecke   | 1073 m                     |
| Kaufpreis      | $ 8,72 Mio.                |
| Besatzung      | 2 (Pilot/Copilot)          |
| Betriebskosten | $ 1501 pro Stunde          |
| Triebwerke     | 2 × Pratt & Whitney PW535B |

### Abmessungen
| Länge         | 14,91 m  |
| Spannweite    | 16,48 m  |
| Flügelfläche  | 29,94 m2 |
| Höhe          | 4,62 m   |
| Kabinenlänge  | 5,28 m   |
| Kabinenhöhe   | 1,5 m    |
| Kabinenbreite | 1,5 m    |

### Massenangaben
| Leermasse       | 5829 kg |
| Max. Nutzlast   | 1066 kg |
| Max. Startmasse | 7634 kg |
| Max. Landemasse | 6895 kg |

### Leistungen
| Max. Reisegeschwindigkeit | 0,75 Mach (über 8.811 m) |
| Max. Reichweite           | 3297 km                  |
| Dienstgipfelhöhe          | 45.000 ft (13.716 m)     |
| Schub                     | 2 × 15,12 kN (3400 lbs)  |